# Onna ni Sachi Are
Onna ni Sachi Are (女に幸あれ Buena suerte, Chicas?) es el sencillo número 34 de Morning Musume. Fue lanzado bajo el sello de Zetima el 25 de julio de 2007. Este fue el primer sencillo para las miembros de origen chino Junjun y Linlin. El sencillo se lanzó en tres ediciones: la edición regular y dos ediciones limitadas. La versión limitada A incluía un DVD y un libreto de cuarenta páginas, mientras que la versión limitada B incluía lo mismo pero en un paquete especial.

## Lista de canciones

### CD
- Onna ni Sachi Are (女に 幸あれ Buena Suerte, Chicas)
- Please! Jiyū no Tobira (Please!自由の扉 ¡Por favor! La puerta de la libertad?)
- Onna ni Sachi Are (Instrumental)

### Edición limitada DVD
- Onna ni Sachi Are (Dance Shot Ver.)

### Single V
- Onna ni Sachi Are
- Onna ni Sachi Are (Close-up Ver.)
- Making Of (メイキング映像, Making Eizou)

## Miembros presentes en el sencillo
- 5ª Generación: Ai Takahashi, Risa Niigaki
- 6ª Generación: Eri Kamei, Sayumi Michishige, Reina Tanaka
- 7ª Generación: Koharu Kusumi
- 8ª Generación: Aika Mitsui, Junjun (debut), Linlin (debut)

## Posiciones en Oricon y ventas
| Lun | Mar | Mie | Jue | Vie | Sab | Dom | Posición de la semana | Ventas |
| --- | --- | --- | --- | --- | --- | --- | --------------------- | ------ |
| –   | 1   | 2   | 3   | 3   | 5   | 5   | 2                     | 43 364 |
| 5   | 30  | 40  | 36  | 33  | 31  | 38  | 31                    | 4429   |
| 37  | –   | –   | –   | –   | –   | –   | 74                    | 1658   |
| –   | –   | –   | –   | –   | –   | –   | 108                   | 886    |
| –   | –   | –   | –   | –   | –   | –   | 193                   | 475    |

Ventas totales: 50,812